# Étude
„Étude“ je instrumentální skladba britského multiinstrumentalisty Mika Oldfielda. Vydána byla jako jeho devatenáctý singl na podzim 1984 a v britské hudební hitparádě s neumístila.
Skladba „Étude“ byla původně součástí díla Vzpomínky z Alhambry (španělsky Recuerdos de la Alhambra) španělského klasického kytaristy Francisca Tárregy z konce 19. století. Na B straně singlu se nachází rovněž instrumentální skladba „Evacuation“. Obě tato hudební díla pochází z Oldfieldova soundtracku The Killing Fields. Singl byl vydán jak na malé sedmipalcové desce (s oběma skladbami ve zkrácené verzi), tak na velké dvanáctipalcové desce.
Singl „Étude“ vyšel ještě v roce 1990 jako hudba k televizní reklamě na Nurofen. Na B straně tohoto singlu pak byla skladba „Gakkaen“ od The Ono Gagaku Kai Society.

## Seznam skladeb
7" verze (1984)
1. „Étude“ (Tárrega, aranžmá Oldfield) – 3:04
2. „Evacuation“ (Oldfield) – 4:07

12" verze (1984)
1. „Étude (Full Lenght Version)“ (Tárrega, aranžmá Oldfield) – 4:38
2. „Evacuation (Full Lenght Version)“ (Oldfield) – 5:10

7" verze (1990)
1. „Étude“ (Tárrega, úprava Oldfield) – 3:04
2. „Gakkaen“ (The Ono Gagaku Kai Society) – ?:??

## Obsazení
- Mike Oldfield – kytary, syntezátory
- Morris Pert – perkuse